# Drassodes luteomicans
Drassodes luteomicans es una especie de araña araneomorfa del género Drassodes, familia Gnaphosidae. La especie fue descrita científicamente por Simon en 1878.
La longitud del cuerpo de la hembra es de 9,5 milímetros. La fase fenológica del macho ocurre en junio y en la hembra en los meses de abril, mayo, junio, julio, agosto y octubre. La especie se distribuye por Europa meridional.